# Юдино (Таштагольський район)
Ю́дино (рос. Юдино) — селище у складі Таштагольського району Кемеровської області, Росія. Входить до складу Коуринського сільського поселення.

## Населення
Населення — 12 осіб (2010; 15 у 2002).
Національний склад (станом на 2002 рік):
- росіяни — 100 %